# Stoja, Blagoevgrad
Stoja (în bulgară Стожа) este un sat în comuna Sandanski, regiunea Blagoevgrad, Bulgaria.

## Demografie
Componența etnică a satului Stoja
     Bulgari (100%)
     Nicio identificare (0%)
     Altele (0%)
La recensământul din 2011, populația satului Stoja era de 122 locuitori. Din punct de vedere etnic, majoritatea locuitorilor (100,0%) erau bulgari. Pentru 0,0% din locuitori nu este cunoscută apartenența etnică.